# Pavel Filin
Pavel Filin (* 14. července 1964 Zelenodolsk, Rusko) je malíř. Věnuje se kresbě a olejomalbě.

## Život
Vystudoval Malířskou akademii v Rusku, v roce 2005 se přestěhoval do Teplic. Ve své tvorbě se zaměřuje na olejomalbu pomocí špachtle. Tvoří zejména portréty, ale maluje i krajiny, města, zátiší atp.

## Dílo
Pavel Filin užívá techniku malby špachtlí ale také experimentuje a kombinuje ji i s jinými technikami. Jeho doménou jsou zejména portréty, ve kterých dokáže s mrazivou dokonalostí zachytit lidské emoce.[zdroj⁠?!] Sám o sobě napsal:
Při práci na portrétní a figurální malbě jsem začal studovat anatomii člověka. Obraz nepotřebuje žádný „literární“ výklad či komentář, protože je sám o sobě nositelem veškerých informací. Je to výtvarné umění a to působí jen a pouze vizuálně. Lidé se mě často ptají, kde čerpám náměty. Nic nečerpám, jen vnímám tisíce podnětů ze života a snů kolem nás. Malíř musí malovat a ne se schovávat za slova. Pokud lidé jeho dílu nerozumějí, tak žádná slova nepomůžou.
Jeho výstavy se u odborníků setkaly s pozitivními reakcemi.

## Výstavy
- 1995 – Kazan, Rusko
- 1997 – Zelenodolsk, Rusko
- 2001 – Kazan, Rusko
- 2012 – Praha, Česko
- 2013 – Karlovy Vary, Česko
- 2013 - Praha, Česko
- 2014 – Brno, Česko
- 2015 – Zámek Dobříš[nedostupný zdroj]
- 2016 - Galerie Patro Olomouc
- 2017 - Galerie pod točnou Kolín